# R-29RMU Sineva
R-29RMU Sineva (tiếng Nga: Синева, "blueness"), còn được gọi là RSM-54, là một tên lửa đạn đạo phóng từ tàu ngầm động cơ nhiên liệu lỏng của Nga. Nó có tên định danh của GRAU là 3M27, và tên mã NATO là SS-N-23 Skiff. Nó được thiết kế để phóng từ các tàu ngầm thuộc lớp Delta IV, mỗi tàu ngầm mang được tối đa tới 16 quả tên lửa. Tính đến năm 2017, đã có 96 bệ phóng tên lửa đi vào hoạt động.
Mỗi quả tên lửa mang 10 đầu đạn, sức công phá mỗi đầu đạn là 100kT. Trong vụ phóng thử nghiệm vào ngày 11 tháng 10-2008, một tên lửa R-29RMU đã bay một quãng đường dài 11.547 km. Điều này đã được báo cáo trong thử nghiệm tầm bắn đầu tiên của tên lửa. Tổng thống Nga Dmitry Medvedev đã đến tận bãi bắn thử để chứng kiến vụ thử nghiệm. R-29RMU được trang bị năm 2007 và sẽ hoạt động trong vài thập kỷ tới.
Một cuộc thử nghiệm khác đã thành công vào ngày 4 tháng 3-2010 tại Biển Barents.
Theo báo chí Nga, Nga có thể sẽ chế tạo khoảng 100 quả tên lửa loại này.
Tên lửa R-29RMU là cơ sở để phát triển tên lửa R-29RMU2 Layner vào năm 2012.

## Bối cảnh ra đời
Vào thời kỳ đỉnh cao, Hải quân Liên Xô thực hiện được 100 chuyến hải trình tuần tra của các tàu ngầm hạt nhân mang tên lửa đạn đạo SSBN mỗi năm.
Sau khi Hải quân Liên Xô tan rã vào những năm 1990, Hải quân Nga mới thành lập không có đủ khả năng thực hiện các chuyến hải trình như vậy trong giai đoạn 2001-2002. Do đó, tên lửa SLBM Sineva được thiết kế để củng cố khả năng răn đe hạt nhân của Hải quân Nga.
Tên lửa R-29 RMU là loại tên lửa đạn đạo phóng từ tàu ngầm nhiên liệu lỏng, và là đối thủ cạnh tranh với tên lửa RSM-56 Bulava nhiên liệu rắn do Viện kỹ thuật nhiệt Moscow thiết kế. Hải quân Nga dự kiến trang bị loại tên lửa mới vào năm 2002, tuy nhiên đến năm 2004 tên lửa mới được phóng thử nghiệm lần đầu tiên, trước khi đi vào hoạt động vào năm 2007. Tên lửa R-29 RMU có khả năng trang bị loại đầu đạn hạt nhân thế hệ mới.

## Quá trình thử nghiệm

### Thất bại ban đầu
Cuộc phóng thử nghiệm tên lửa R-29 thất bại nằm trong cuộc tập trận "Security- (ngày 10 đến ngày 18 tháng 2 năm  2004), bao gồm cả hoạt động phóng vệ tinh trinh sát Molnya và tên lửa ICBM R-36. Tên lử không thể phóng đi từ tàu ngầm Novomoskovsk và Karelia có khả năng là do tín hiệu từ một vệ tinh quân sự đã cản trở tín hiệu phóng tên lửa. Việc phóng tên lửa thất bại không gây ảnh hưởng gì nghiêm trọng tới tàu ngầm nguyên tử chiến lược K-407 Novomoskovsk.
Ngày 17/3/2004, tàu ngầm Novomoskovsk thuộc Hạm đội Phương Bắc đã phóng thử thành công tên lửa RSM-54 Sineva. Ngày 8/9/2006, tàu ngầm Yekaterinburg cũng tiến hành vụ phóng tên lửa thành công. Tên lửa được phóng từ bên dưới mặt băng và bắn trúng mục tiêu tại bãi thử nghiệm Chizha, thuộc bán đảo Kanin.
Vụ thử nghiệm thành công tiếp theo diễn ra vào ngày 4 tháng 3 năm 2010, từ biển Barents, ngay sau đó là vụ thử nghiệm phóng tên lửa từ tàu ngầm K-114 Tula, tên lửa được phóng đến bãi thử nghiệm Kura. Hai vụ phóng tiếp theo được thực hiện vào ngày 20 tháng 5 năm 2011 và 27 tháng 7 năm 2011, cả 2 vụ thử nghiệm đều đã diễn ra thành công.
Ngày 8 tháng 5 năm 2014, Sineva được phóng thành công trong vụ tập trận lớn của Hải quân Nga dưới sự quan sát của tổng thống Putin. Ngày 5 tháng 11 cùng năm, tàu ngầm Tula từ khu vực biển Barents đã phóng tên lửa bắn trúng mục tiêu tại bãi thử nghiệm Kura.
Vụ phóng tên lửa thứ 27 diễn ra vào ngày 12/12/2015; Bộ quốc phòng Nga đã đăng tải vụ phóng lên trang YouTube, cùng với các kênh tin tức của Nga.
Ngày 12 tháng 10 năm 2016 và ngày 24 tháng 8 năm 2019, các vụ phóng tên lửa đều thành công. Có thêm bốn lần phóng tên lửa diễn ra vào ngày 17/10/2019, 9/12/2020, 19/2/2022 và 26/10/2022.

## Quốc gia sử dụng
Nga
- Hải quân Nga